# A-7 (motorväg, Spanien)

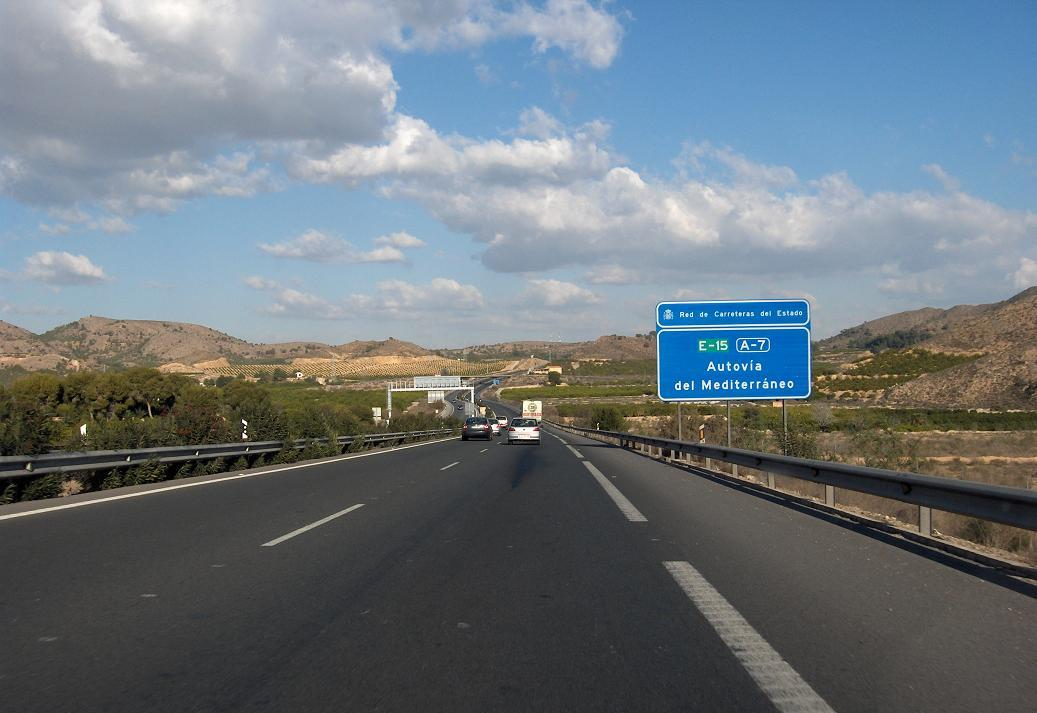
Motorväg A-7 på gränsen mellan regionerna Valencia och Murcia.

Medelhavsmotorvägen (på spanska Autopista del Mediterráneo eller Autovía del Mediterraneo) A-7 är en motorväg som följer hela den spanska kusten från gränsen mot Frankrike i norr ner till Algeciras i söder. Längs hela vägens sträckning går europaväg E15. Motorvägen är i dagsläget inte sammanhängande utan saknar ett avsnitt mellan Malaga och Almeria, och resenärer som vill färdas på motorväg under hela resan mellan ändpunkterna tvingas ta vägen över Granada via A-91, A-92N och A-92 (som faktiskt är kortare).
På vissa avsnitt tar A-7 och AP-7 olika sträckningar förutom att bara komplettera varandra, och på vissa delar går de helt parallellt. Söder om Elche går AP-7 söderut mot Cartagena medan A-7 fortsätter västerut mot Murcia. Utbyggnad av AP-7 pågår och de båda sträckningarna kommer åter att mötas i andalusiska Vera när arbetet är klart. Mellan Fuengirola och Estepona på Costa del Sol går A-7 som en kustväg medan AP-7 går parallellt i bergen ovanför.
Större städer längs sträckningen:
- Barcelona
- Tarragona
- Valencia
- Alicante
- Murcia
- Almería
- Málaga